# Oberobsang
Oberobsang ist ein Gemeindeteil der kreisfreien Stadt Bayreuth im bayerischen Regierungsbezirk Oberfranken. Oberobsang liegt in der Gemarkung Bayreuth.

## Lage
Das ehemalige Dorf Oberobsang bildet mit dem Stadtteil Roter Hügel im Süden eine geschlossene Siedlung. Nördlich des Ortes fließt die Preuschwitzerin, ein linker Zufluss des Roten Mains.

## Geschichte
Oberobsang wurde 1398 erstmals urkundlich erwähnt. Dem Ortsnamen liegt „âsanc“ (mhd. für ansengen) zugrunde und verweist auf die vorausgegangene Rodung durch Abbrennen.
Oberobsang gehörte schon ursprünglich zur Stadt Bayreuth. Gegen Ende des 18. Jahrhunderts bestand Oberobsang aus 6 Anwesen (3 Höfe, 3 Drittelhöfe). Die Hochgerichtsbarkeit stand dem bayreuthischen Stadtvogteiamt Bayreuth zu. Die Grundherrschaft über sämtliche Anwesen hatte der Bayreuther Rat.
Von 1797 bis 1810 unterstand der Ort dem Justiz- und Kammeramt Bayreuth. Mit dem Gemeindeedikt wurde Oberobsang dem 1812 gebildeten Steuerdistrikt Bayreuth und der zugleich gebildeten Munizipalgemeinde Bayreuth zugewiesen.

### Einwohnerentwicklung
| Jahr      | 001818 | 001871 | 001885 | 001900 | 001925 | 001950 | 001961 | 001970 | 001987 |
| Einwohner | 39     | 79     | 81     | 98     | 82     | 112    | 82     | 73     | 89     |
| Häuser    | 6      |        | 8      | 10     | 12     | 11     | 9      |        | 21     |
| Quelle    | [ 8 ]  | [ 9 ]  | [ 10 ] | [ 11 ] | [ 12 ] | [ 13 ] | [ 14 ] | [ 15 ] | [ 1 ]  |

## Religion
Oberobsang ist seit der Reformation evangelisch-lutherisch geprägt und war ursprünglich nach Heilig Dreifaltigkeit (Bayreuth) gepfarrt. Seit der zweiten Hälfte des 20. Jahrhunderts ist die Pfarrei Kreuzkirche (Bayreuth) zuständig.